# Agneta Matthes

Agneta Matthes, um 1880

Agneta Matthes, mit vollem Namen: Agneta Wilhelmina Johanna van Marken-Matthes (* 4. Oktober 1847 in Amsterdam; † 5. Oktober 1909 in Delft), war eine niederländische Unternehmerin. Zusammen mit ihrem Mann Jacob van Marken (1845–1906) gehört sie als Anhängerin der Genossenschaftsbewegung zu den Personen in den Niederlanden, die frühzeitig die soziale Frage thematisierten und in der Arbeiterfürsorge eine Möglichkeit sahen, soziale Konflikte abzubauen.
Nach ihr benannt ist der von den Eheleuten gestiftete Agnetapark, eine gartenstadtähnliche Wohnsiedlung in Delft, die als herausragendste ihrer Art und ihrer Zeit in den Niederlanden gilt.

## Leben

### Familie und Kindheit
Agneta Matthes war die Tochter des selbständigen Seeversicherungsagenten Jan Willem Frederik Matthes und seiner aus wohlhabendem Elternhaus stammenden Ehefrau Sara Hendrina ter Meulen. Sie hatte eine Schwester, Elisabeth Sara (1849–1902). Die beiden Mädchen wuchsen in großbürgerlichen Verhältnissen in Amsterdam auf und genossen die Erziehung „höherer Töchter“, die sie auf ein Leben als Ehefrau und Mutter in der gehobenen niederländischen Gesellschaft vorbereitete.
Agneta wurde von Privatlehrern unterrichtet und verbrachte die Jahre 1862 bis 1864 in einem Utrechter Mädchenpensionat. Zurück in Amsterdam erhielt sie Klavier-, Tanz- und Zeichenunterricht und nahm Religionsunterricht, um ihrem eigenen Wunsch gemäß Aufnahme in die Waalse kerk („Wallonische Kirche“) zu finden.
Ihre Schwester, die Nora gerufen wurde, heiratete 1876 den Zionisten und Politiker Arnold Kerdijk (1846–1905), Mitbegründer der linksliberalen niederländischen Partei Vrijzinnig Democratische Bond und von 1887 bis 1901 Mitglied der Zweiten Kammer im niederländischen Parlament, der ähnlich progressiv-liberale Ideen vertrat wie Agneta und ihr späterer Ehemann. Elisabeth Sara und Arnold wohnten an der Spoorsingel in Delft und hatten vier Kinder. Agneta pflegte zeitlebens ein enges Verhältnis zu ihnen; Nora nannte ihre erstgeborene Tochter nach ihrer Schwester „Agnita“.

### Heirat und Ehe

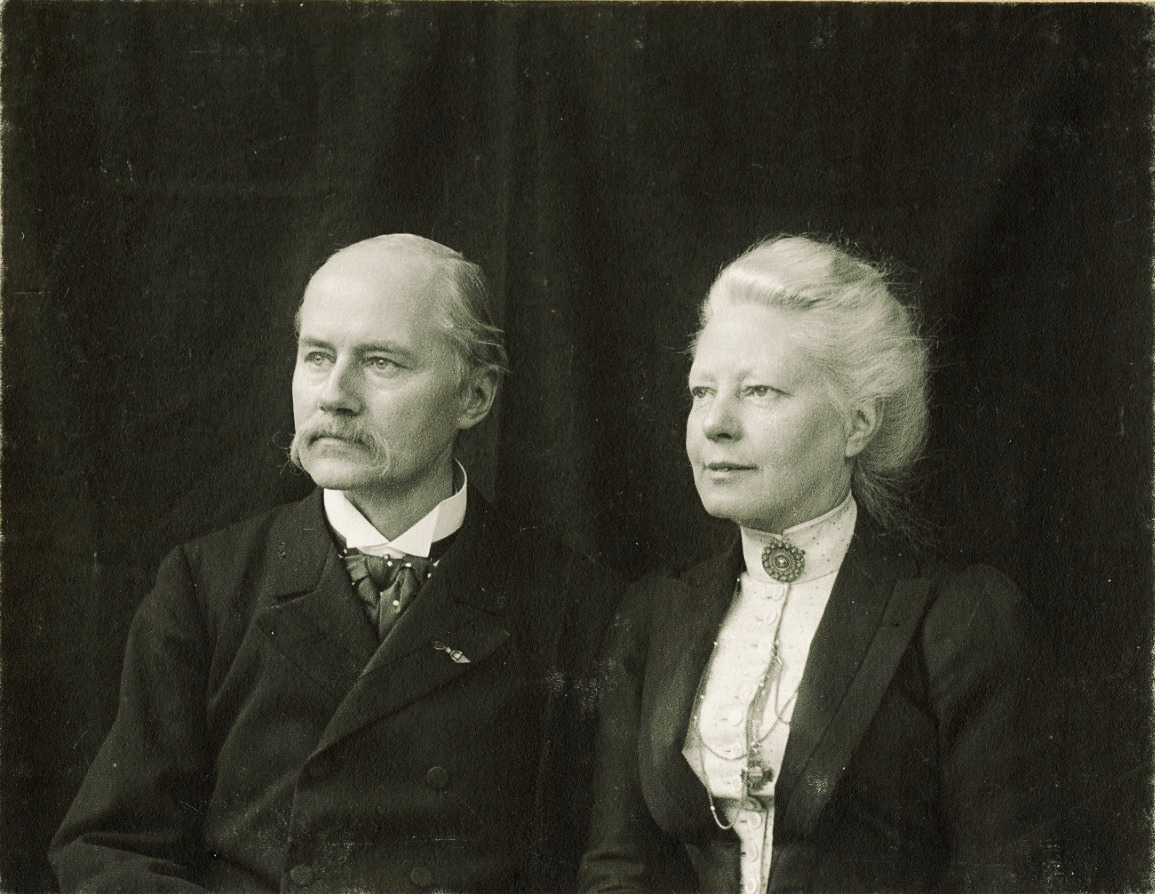
Die Eheleute van Marken, um 1890

Bei einer Soirée lernte Agneta 1865 den zwei Jahre älteren Jacob Cornelis van Marken, genannt Jacques, kennen, der in Delft an der Polytechnischen Schule, der Vorläuferin der Technischen Universität Delft, Technologie und Soziologie studierte. Van Marken kam aus keinem elitären oder wohlhabenden, aber doch gut bürgerlichen Elternhaus; sein Vater war evangelischer Geistlicher in Dordrecht und später Amsterdam. Nachdem Agnetas Eltern ihr Einverständnis gegeben hatten, verlobte sich das Paar 1866. Nach Abschluss seines Studiums 1867 trat van Marken in die Dienste der Photogenischen Gasfabriek in Amsterdam, träumte indes von einem eigenen Unternehmen.
Während seines Studiums hatte er eine Studienreise nach Österreich-Ungarn unternommen und eine neue Methode zur Herstellung von Backhefe kennengelernt, die ihn faszinierte. Als er in Delft Klagen eines Bäckers über die wechselnde Qualität und schlechte Verfügbarkeit der in den Niederlanden erhältlichen Hefe hörte, erinnerte er sich dieser Methode und beschloss, Backhefe industriell und in gleichbleibend hoher Qualität herzustellen. In jener Zeit stellte die Hefeproduktion in den Niederlanden eine Nebenaktivität Schiedamer Genever-Brennereien dar, die am Ende des Gärungsprozesses unregelmäßig und in unterschiedlicher Beschaffenheit anfiel, was die Bäcker in ihrer Backwaren-Produktion behinderte. Van Marken reiste erneut nach Wien, wo er sich über die später als „Wiener Verfahren“ bezeichnete neuartige Herstellungsweise kundig machte und im Verlauf seiner Untersuchungen feststellte, dass die Stämme der Saccharomyces cerevisiae für seine geplanten Zwecke am besten geeignet waren.
In dieser Zeit seiner Abwesenheit führten die Verlobten einen intensiven Briefwechsel, der neben allgemeinem privatem Informationsaustausch und gegenseitigen Sympathiebekundungen auch unternehmerische und soziale Fragen beinhaltete, zum Beispiel, wie man sich in das Verhältnis Arbeitgeber zu Arbeiter hineindenken könne (wörtlich: „hoe zij zich de verhouding patroon werkman indenken“), was das Interesse des Paares an der damals neuen Wissenschaft der Soziologie und Agnetas Beteiligung an den unternehmerischen Aktivitäten ihres späteren Ehemannes von Anfang an zeigte. Agneta begann, Privatunterricht in Betriebs- und Volkswirtschaft, Unternehmensführung und Soziologie zu nehmen und beteiligte sich intensiv an den Vorbereitungen zur Betriebsgründung sowie der Festlegung des künftigen Arbeitsablaufs.
Am 7. Oktober 1869 heiratete das Paar, kurz bevor die erste Hefefabrik der Niederlande, die Nederlandsche Gist- & Spiritusfabriek NV, die heute Teil des international tätigen chemischen Konzerns Koninklijke DSM ist, mit der finanziellen Unterstützung von van Markens Vater und einem Darlehen des Bankhauses Mees & Zoonen (heute zur Fortis-Gruppe gehörig) gegründet werden und ihre Produktion in Delft aufnehmen konnte. Mit dem Produktionskonzept dieser Fabrik wird Jacques von Marken heute zu den niederländischen Pionieren der Entwicklung industrieller Nahrungsmittelproduktion gezählt.
Die Eheleute Jacques van Marken und Agneta van Marken-Matthes wurden am 10. November 1869 in das Delfter Bevölkerungsregister eingetragen. Ihre erste gemeinsame Wohnung war das bescheidene Grachtenhaus an der Oude Delft 106. In der Folge zogen sie in kurzen Abständen in jeweils bessere Wohnhäuser um, 1871 nach Noordeinde 30, kurz darauf (das Datum dieses Umzugs ist im Bevölkerungsregister nicht vermerkt) in die Phoenixstraat 52, am 21. Mai 1880 in das Nachbarhaus mit der Hausnummer 54. Alle Häuser stehen noch und unterliegen heute dem Denkmalschutz. Am 3. Juni 1885 zog das Paar ein letztes Mal um, in ihre eigene großzügige Villa im Agnetapark in der Gemeinde Hof van Delft.
Nachdem die junge Ehefrau wenig später erfahren hatte, dass ihre Ehe kinderlos bleiben würde (die genauen medizinischen Umstände sind nicht überliefert), entschied sie, ihr Leben dem Geschäft und der Karriere ihres Mannes zu widmen, und beteiligte sich noch aktiver am Aufbau und der Leitung des Betriebes. Sie begleitete ihren Mann täglich in die Firma, wo sie ihr eigenes Büro hatte und mit dem Unterricht bei ihrem Privatlehrer fortfuhr. Neben der Erledigung von Verwaltungstätigkeiten lag ihr Hauptinteresse auf personalpolitischen Fragen. Sie pflegte einen intensiven Kontakt zu den Arbeitern und Angestellten der Fabrik und deren Familien. Dabei appellierte sie an deren Gemeinschaftsgefühl und versuchte, sie zu überzeugen, Teil „eines großen Ganzen“ zu sein.
Agneta Matthes teilte die Fortschrittsgläubigkeit ihres Mannes, ebenso, wie beide von der persönlichen Entwicklungsfähigkeit ihrer Mitarbeiter überzeugt waren und diese zu fördern bestrebt waren.

### Mätresse und Kinder ihres Mannes

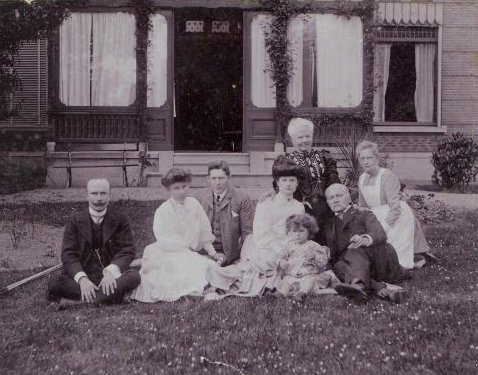
Das Ehepaar van Marken 1904 mit den unehelichen Kindern Jacques van Markens. Von li. n. re.: Jacob Cornelis Eringaard (Sohn), Clara Eringaard (Tochter) mit Ehemann, E.J.W. Johanknegt (Ehefrau von Cornelis), Erry Anna Eringaard (Tochter), Agneta van Marken-Matthes, Jacques van Marken und eine namentlich unbekannte Kinderfrau

Als Jacques van Marken 1886 in Frankreich zur Kur war und Agneta Matthes seine Geschäfts- und Privatpost öffnete, fand sie einen Brief einer Maria Eringaard, die die fälligen Alimente für ihre Kinder anmahnte. Agneta Matthes fand heraus, dass ihr Mann 1871 mit der damals 15-jährigen Maria Eringaard aus Rotterdam eine außereheliche Verbindung eingegangen war, die bis dato anhielt und aus der bislang vier Kinder hervorgegangen waren.
Agneta Matthes sorgte diskret für eine Lösung der finanziellen Problematik und verschwieg ihrem Mann ihre Kenntnis, bis 1889 sowohl die 36-jährige Kindesmutter, die inzwischen ein fünftes Kind geboren hatte, als auch zwei ihrer Kinder an Tuberkulose erkrankten und bald darauf starben. Van Marken war nun mit dem Problem konfrontiert, was mit seinen drei überlebenden Kindern geschehen sollte. Sohn Cornelis und Tochter Clara waren bereits Jugendliche, die weitere Tochter Erry Anna aber noch ein Kleinkind. Agneta Matthes bot ihrem Mann an, die Kinder aufzunehmen und zu erziehen, was auch geschah. Offiziell handelte es sich um Pflegekinder, die das Paar zu sich genommen hatte. Die Vaterschaft van Markens war allerdings ein offenes Geheimnis in der holländischen Gesellschaft.
Eine Adoption der Kinder, die van Marken mit dem Einverständnis seiner Frau anstrebte, scheiterte an dem Veto seines religiösen Vaters, der – trotz der engen Bindung, die er zu seinem Sohn unterhielt – dessen außereheliche Verbindung scharf verurteilte und seine damals erforderliche rechtliche Zustimmung verweigerte.
Jacob Cornelis Eringaard, van Markens ältester unehelicher Sohn, der später die Gist- & Spiritusfabriek leitete, verfolgte auch die sozialen Interessen seines Vaters und dessen Frau weiter. Er verfasste eine Reihe einschlägiger Abhandlungen, zum Beispiel J.C. Eringaard: Holländische Musterstätten persönlicher Fürsorge von Arbeitgebern (Delft 1896). Im Utrechts Nieuwsblad vom 9. Januar 1899 war zu lesen, dass auf seine Initiative ein Bureau voor Sociale Adviezen gegründet worden sei.
Die jüngste Tochter, Erry Anna Eringaard, heiratete 1932 den Diplomaten und Herausgeber Daniel Johannes von Balluseck (1895–1976).

## Arbeit und Leistungen

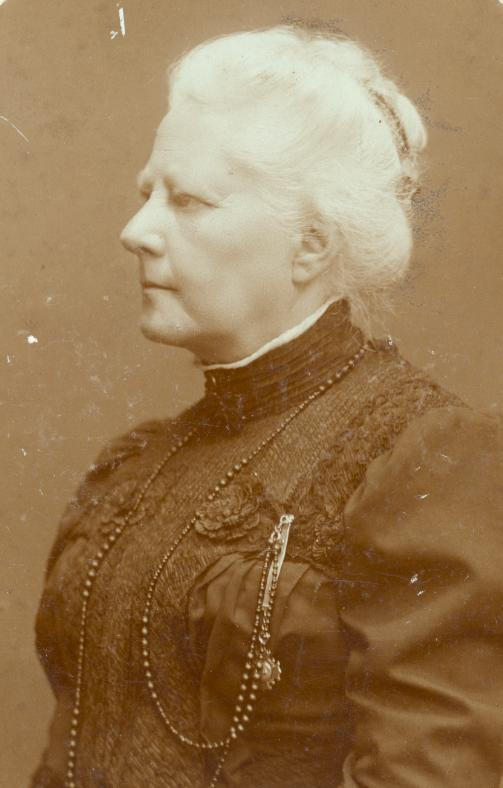
Agneta van Marken-Matthes, um 1900

### Rechtliche Situation und Quellenlage
Agneta Matthes war, wie alle Frauen ihrer Zeit, in ihren rechtlichen Handlungsmöglichkeiten als Geschäftsfrau und Gewerbetreibende stark eingeschränkt. In fast allen westlichen Ländern waren Frauen als selbständige Unternehmerinnen strikter, meist gesetzlich verankerter männlicher Kontrolle und deren Autoritätsrechten ausgesetzt; im Fall einer Heirat stand die Erwerbstätigkeit der Ehefrau unter dem Vorbehalt der Zustimmung durch ihren Ehemann. So verloren Frauen in den Niederlanden bis zu einer Gesetzesänderung von 1956 mit der Eheschließung gar ihre Geschäftsfähigkeit, was eine selbständige und eigenverantwortliche berufliche Tätigkeit praktisch ausschloss.
Aus diesen Gründen trat Agneta Matthes – was in dieser Zeit ebenfalls nicht ungewöhnlich war – bei Rechtsgeschäften nicht im eigenen Namen auf, sondern handelte „namens und im Auftrag“ ihres Mannes. Das ist auch der Grund, warum es zwar umfangreiche Aufzeichnungen über die geschäftlichen Unternehmungen und die Karriere von Jacques van der Marken gibt, während nur wenige Quellen die unternehmerischen Verdienste speziell von Agneta Matthes erwähnen oder würdigen.
Es lässt sich heutzutage nicht mehr vollständig klären, welche Ideen und Tätigkeiten in welcher Ausprägung auf Agneta zurückgingen und welche auf ihren Mann. Unzweifelhaft ist indes, dass ihr die alleinige Betriebsleitung der Parfumfabrik Maison Neuve oblag, sie eine umfangreiche empirische Untersuchung der Wohnbedürfnisse von 48 Arbeiterfamilien führte, Gestalt und Ausstattung des Agnetaparks maßgeblich beeinflusste und zumindest in den ersten Jahren aktiv in der Betriebsführung der anderen Unternehmen ihres Mannes tätig war, wo sie insbesondere für die Personalangelegenheiten verantwortlich war.

### Unternehmensgründungen

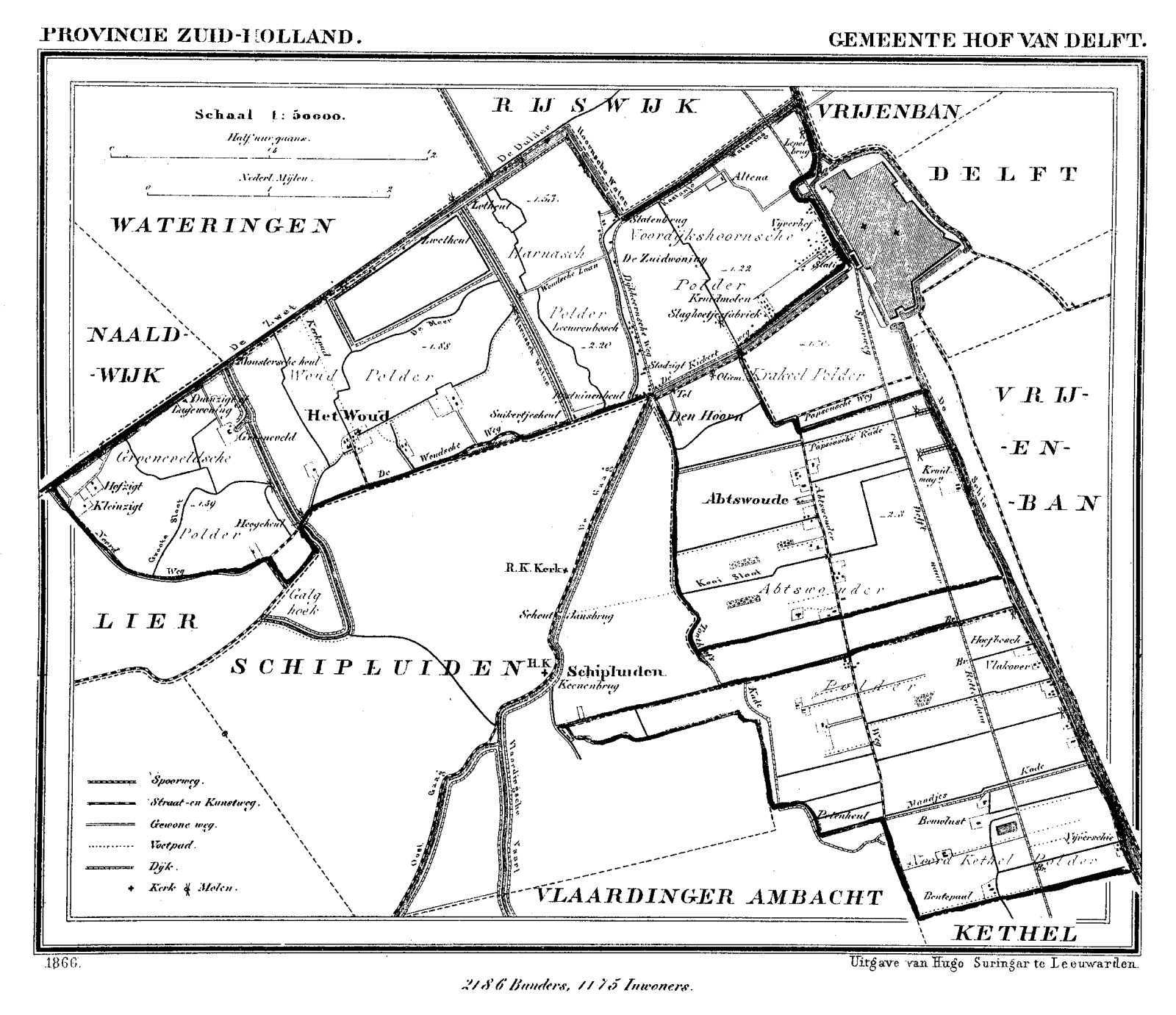
Hof van Delft, heute ein Stadtteil Delfts

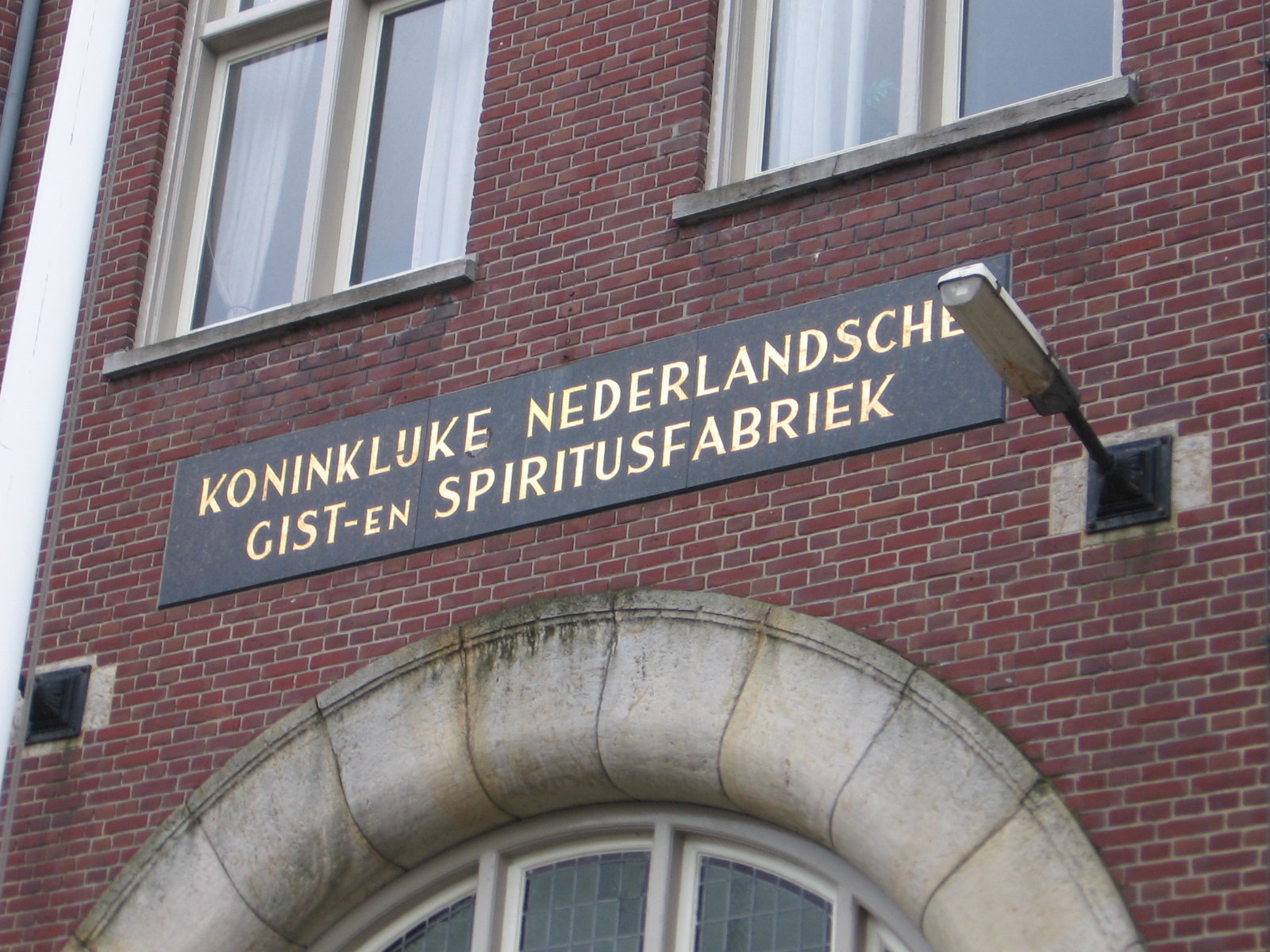
Haupthaus der Nederlandsche Gist- & Spiritusfabriek NV

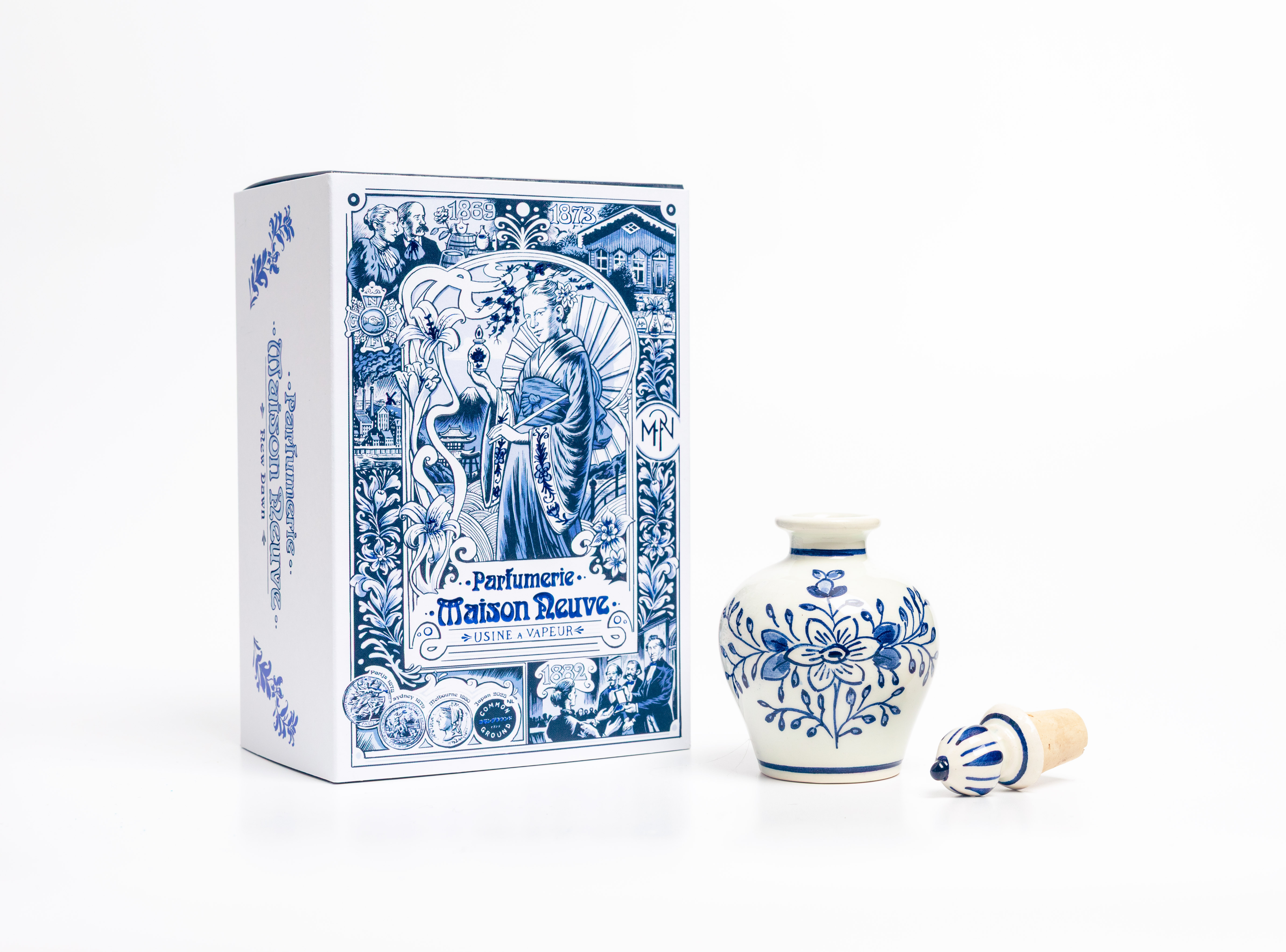
Parfümflakon PMN (Modell 1880), produziert für die Expo 2025 in Osaka, Japan.

Agneta Matthes, um 1880

Van Marken, von Zeitgenossen auch „Wohlfahrtsingenieur“ genannt, entwickelte zusammen mit Agneta Matthes für die Fabrikarbeiter seiner 1869 gegründeten Nederlandsche Gist- & Spiritusfabriek NV ein Prämienlohnsystem, nach dem alle Mitarbeiter neben einem Grundlohn Zuschläge „für gute Arbeit und wegen Diensteifers“ von zwei bis 20 Prozent ihres Lohnes erhalten konnten. Weiterhin zahlte das Unternehmen bis zu zehn Prozent des Geschäftsgewinnes als Gewinnanteil an seine Mitarbeiter aus. Die „Neuesten Mittheilungen“ der Amtspresse Preußens informierten in ihrer Ausgabe von April 1894 über dieses „Sozialpolitisches Prämienlohnsystem mit Gewinnbetheiligung“, „das die Beachtung weiterer Kreise“ verdiene.
Nachdem Agneta Matthes in der Gründungszeit des Unternehmens die Personalfragen erledigt hatte, wurde 1880 eine Abteilung Personalangelegenheiten (Belangen van het Personeel) aufgebaut – damals eine Neuheit –, die von dem Ingenieur Gerhard Knuttel, einem Großneffen van Markens, geleitet wurde. Knuttel gilt als der erste Personalchef der Niederlande.
1885 wurde Martinus Willem Beijerinck (1851–1931) Direktor eines eigenen, neu eingerichteten Labors der Fabrik. Aufgrund der sich verschärfenden gesundheitlichen Probleme Jacques van Markens und der arbeitsmäßigen Überlastung der Eheleute wurde 1886 François Gerard Waller, ein Neffe von Jacques van Marken, mit der Geschäftsleitung betraut.
Bereits 1873 hatte Agneta Matthes zusätzlich ihr eigenes Unternehmen, die Delfter Parfümfabrik Maison Neuve, gegründet, bei dem ihr Mann wegen der rechtlichen Problematik pro forma als Inhaber fungierte. Der Vorteil dieser Unternehmung war die Möglichkeit, das bei der Hefeproduktion der Gist- & Spiritusfabriek anfallende Ethanol (früher auch Spiritus genannt) zu verwenden. Agneta konzentrierte sich in den darauf folgenden Jahren weitgehend auf ihr Unternehmen. Sie arbeitete mit der renommierten Delfter Porzellanmanufaktur De Porceleyne Fles zusammen, die Fayence-Flacons für die Parfüm-Kreationen nach ihren Entwürfen herstellte. Sie nahm an internationalen Ausstellungen teil, wo sie mit ihrer Parfummarke PMN (Parfumerie Maison Neuve) mehrere Preise und Auszeichnungen gewann und ihr Unternehmen bekannt machte. So gewann sie 1878 auf der Pariser Weltausstellung die Bronzemedaille, in Australien holte sie im selben Jahr auf der internationalen Parfum-Messe den ersten Preis für Duftwässer. Sie verkaufte den Betrieb Ende 1886 mit hohem Gewinn und konzentrierte sich wieder auf ihre vielfältigen anderen Tätigkeiten und Verpflichtungen. Im Jahr 2022 wurden die Markenrechte von Agnetas Familie zurückerlangt, die unter der Leitung von Wibo Schepel und Birgitte Catijn Delisle die Parfümmarke als Nischen-Duft in limitierter Auflage neu eingeführt haben. Bemerkenswert ist, dass ein Jahr später Van Markens ursprüngliches Unternehmen, DSM (Unternehmen), mit dem Schweizer Familienunternehmen Firmenich (Unternehmen) fusionierte – einem führenden Spezialisten für Parfums und Schönheitsprodukte – und so dsm-firmenich (Unternehmen) entstand.
Getreu Agnetas Pioniergeist wird Maison Neuve auf der Weltausstellung in Osaka, Japan, im niederländischen Pavillon präsentiert. Genau wie 1880, während der ersten Weltausstellung in der Asien-Pazifik-Region, wird die Marke ihre ikonischen, handbemalten Delfter Blau-Flakons präsentieren. Für diesen besonderen Anlass hat dsm-firmenich Master Parfumeur Wessel-Jan Kos den Duft New Dawn kreiert – eine beeindruckende Signature-Komposition, die die Innovationskraft und Kreativität des niederländischen Unternehmertums unterstreicht.
Die Eheleute hatten nämlich 1883 begonnen, sich für die in den Niederlanden noch junge Margarine-Industrie zu interessieren. Mit eigenem Kapital und einer Beteiligung von Agnetas Mutter wurde im selben Jahr die Nederlandsche Oliefabriek NV gegründet, deren Fabrikgebäude neben der Hefefabrik Platz fand. Wenig später, 1885, übernahmen die Eheleute noch die Delftse Lijm- & Gelatinefabriek NV. Auch hier fungierte Jacques van Marken offiziell als alleiniger Geschäftsführer. Zum Betrieb einer Einkaufsgenossenschaft im Agnetapark gründeten sie 1873 die Delftsche Coöperatieve Winkelvereeniging. 1892 wurde noch eine Druckerei gegründet (die sich heute im Besitz der Koninklijke drukkerij G.J. Thieme befindet).
Auch hinsichtlich dieser Unternehmen war Agneta bei Entscheidungen, Planungen und organisatorischen Vorarbeiten maßgeblich beteiligt. In allen Unternehmen führten die Eheleute dieselbe Personalpolitik ein, wie in der Gist- & Spiritusfabriek. 1878 richtete van Marken den ersten Betriebsrat der Niederlande ein, „de kern“ (Kern) genannt. Auf dem Höhepunkt ihres Erfolges, um 1885, als sie mehr als 1.250 Mitarbeiter beschäftigten, wurden ihre Unternehmen von der Öffentlichkeit zusammenfassend Delftsche Nijverheid (Delfter Industrie) genannt.

## Werkzeitschrift „Fabrieksbode“
Am 24. Juni 1882 erschien der „Fabrieksbode“ (Fabrikbote) zum ersten Mal, die erste Werkszeitschrift der Welt und eine Vorläuferin der Mitarbeiterzeitschrift – eine Idee, die Agneta Matthes federführend entwickelt hatte und deren Zweck in der ersten Ausgabe wie folgt beschrieben wurde:

“[…] een voertuig zijn voor ideeën en beslissingen van de directie, inzicht verschaffen in strategische keuzes en de achtergronden hiervan, ideeën en problemen van de medewerkers zichtbaar maken en zorgen voor een band tussen medewerkers en organisatie.”

„[…] ein Vehikel zum Transport der Ideen und Beschlüsse der Direktion zu sein, Einsicht in strategische Ausrichtungen und deren Hintergründe zu verschaffen, Ideen und Probleme der Mitarbeiter sichtbar zu machen und ein Band zwischen Mitarbeitern und Organisation zu knüpfen.“

Vor allem in deutschen Wirtschaftskreisen wurde dieses „zeitgemäße Bindungsmittel“ begeistert aufgenommen, van Marken das „Erfindungspatent“ eingeräumt und die Idee vielfältig kopiert. Van Marken verwendete die Werkszeitung als Sprachrohr und zur Kommunikation seiner sozial-ökonomischen Ideen. Auch Agneta veröffentlichte regelmäßig kleinere Artikel, die sie mit A. oder AvM signierte. Der Fabrieksbode erschien zunächst wöchentlich, später vierzehntäglich und in den letzten Jahren monatlich. Erst 2001, als damals älteste Betriebszeitung der Welt, stellte der Fabrieksbode sein Erscheinen ein.
Agneta war ihrem Mann auch bei dessen anderen Veröffentlichungen behilflich. 1881 erschien sein Buch La question ouvrière à la fabrique Neerlandaise de levure et d’alcool. Essai de solution pratique. (Die Arbeiterfrage in der niederländischen Hefe- und Alkoholfabrik. Versuch einer praktischen Lösung.) und 1894 L’Organisation sociale dans l’industrie (Die Gesellschaftsordnung in der Industrie), das in zwei Auflagen gedruckt und ins Deutsche und Englische übersetzt wurde. Das Ausmaß der inhaltlichen Mitarbeit Agnetas ist nicht mehr festzustellen; es gilt jedoch als sicher, dass sie mindestens die Übersetzungen federführend besorgte.

## Sozialfürsorge

### Agnetapark

Grundriss des Agnetaparks, Entwurf: Zocher

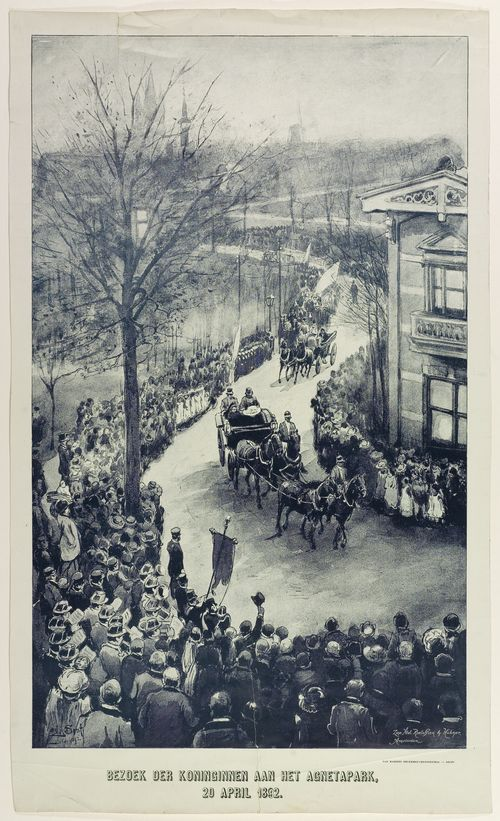
Besuch von Königin Emma und Prinzessin Wilhelmina der Niederlande im Agnetapark in Delft am 22. April 1892. Die Kutsche befindet sich auf dem Zocherweg an der Villa van Marken.

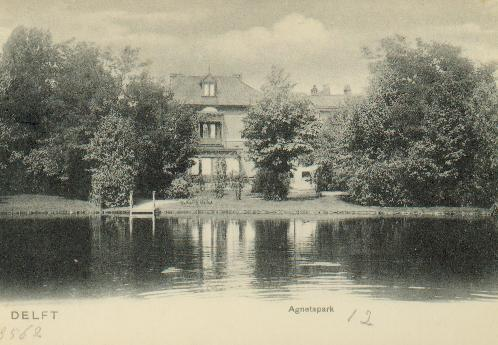
Villa Rust Roest im Agnetapark

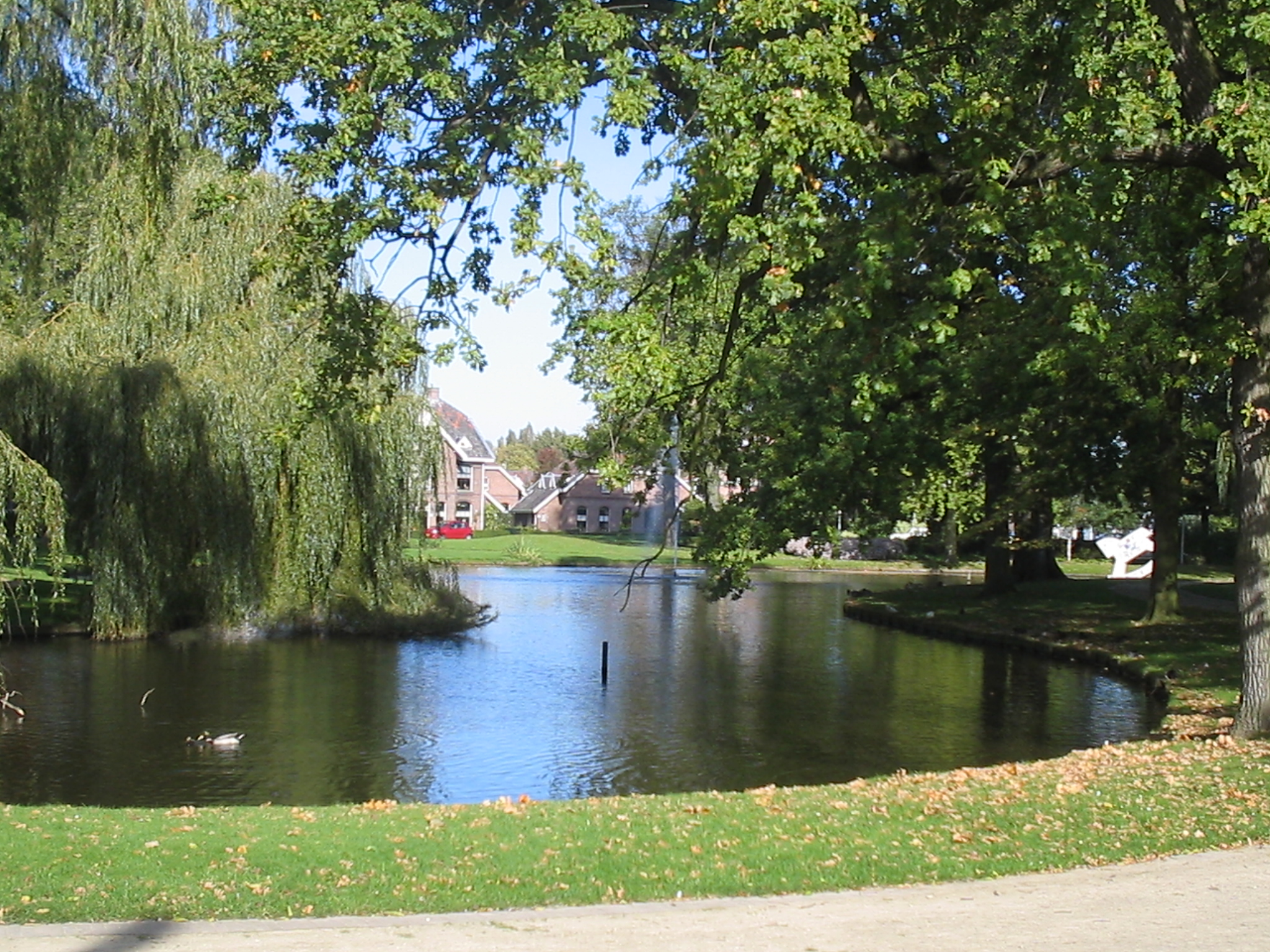
Der Agnetapark heute

1881 hatten die van Markens als Anhänger von Robert Owen und Charles Fourier nach einer Besichtigung der von Jean-Baptiste André Godin gegründeten genossenschaftlichen Gemeinschaftswohnanlage Familistère Godin damit begonnen,

“een lievelingsidee te verwezenlijken en daarmee hun levenstaak te voltooien”

„eine Lieblingsidee zu verwirklichen und damit ihre Lebensaufgabe zu vollenden.“

nämlich einen gartenstadtähnlichen Wohnpark für ihre Mitarbeiter zu planen und zu erbauen. Hiermit wollten sie einen Beitrag zur Verbesserung der in der Zeit der Industrialisierung sehr schwierigen Wohnverhältnisse leisten. Zusammen mit Marie Kruseman, einer Mitarbeiterin aus der Personalabteilung der Spiritusfabrik untersuchte Agneta Matthes die Wohnbedürfnisse von 48 Arbeiterfamilien, um den Bauplan des zukünftigen Wohnparks zu gestalten.
1881 erwarb das Ehepaar, erneut mit finanzieller Unterstützung von Agnetas Mutter, in Hof van Delft hinter dem Fabrikgelände ein 4 Hektar großes Grundstück zu einem Preis von 16.000 Gulden. Hof van Delft war damals eine eigene, ländlich-bäuerliche und nur dünn besiedelte Gemeinde, die weit außerhalb der Delfter Stadtgrenzen lag. Dort entstand zwischen 1882 und 1884 nach den Plänen des Landschaftsarchitekten Louis Paul Zocher (einem Sohn von Jan David Zocher) ein weitläufiger, von Wasserläufen durchzogener und im Stil eines Englischen Gartens angelegter Park, in dem von dem Architekten Eugen Gugel 48 Reihenhäuser, Doppelhäuser und Vierspänner nebst Gemeinschaftshäusern und der Villa der Stifter platziert wurden. Die Anlage wurde nach Agneta Matthes Agnetapark benannt.
Neu war an diesem Wohnpark im Gegensatz zu anderen zeitgenössischen Arbeiterwohnungen, dass es sich um abgeschlossene, mehrstöckige Wohnungen mit eigenem Eingang, Sanitärbereich und Gartenanteil handelte. Diese Wohnform war von England ausgegangen, wo schon Anfang des 19. Jahrhunderts die ersten Arbeitersiedlungen in Form von Reihenhäusern entstanden waren. Die Architekten des Agnetaparks gingen noch einen bedeutenden Schritt weiter, indem diese Wohnungen, ganz im Stil der heutigen Doppelhäuser und Vierspänner, großzügig und abwechslungsreich in einem Erholung und Entspannung bietenden Park verteilt waren, der viel Freiraum bot und über zahlreiche Gemeinschaftseinrichtungen verfügte. Außerdem verfügte jede Wohnung über fließendes Wasser, einen Sanitärraum mit WC und Waschbecken – etwas ganz und gar Außergewöhnliches für Arbeitersiedlungen jener Zeit.
Die Villa der Gründer lag inmitten der Siedlung und wurde von ihnen Rust Roest (wörtlich: „Die Ruhe rostet“, frei übersetzt: „Wer rastet, der rostet“) genannt.
Einzigartig war die Kostenverteilung der Anlage. Die Stifter gründeten eine Kapitalgesellschaft zur Entwicklung der Siedlung und übergaben den Park 1870 ihren Mitarbeitern nach dem Genossenschaftsprinzip als gemeinschaftliches Eigentum, um Spekulationen zu verhindern.
Zum großen Erstaunen der Stifter waren die Mitarbeiter von der Wohnsiedlung bei weitem nicht so begeistert, wie sie es für selbstverständlich vorausgesetzt hatten. Einerseits lag die Anlage fern jeglicher städtischer Infrastruktur und war sehr verkehrsungünstig gelegen. Diese Nachteile sollten durch eine Verbesserung der Gemeinschaftseinrichtungen ausgeglichen werden. Zur Verfügung standen drei Gebäude: De Gemeenschap (die Gemeinschaft), ein großes Haus, das einen Kindergarten und eine Grundschule beherbergte, als Versammlungsort diente sowie über einen Esssaal, einen Turnsaal und einen Billardclub verfügte; de Tent (das Zelt), ein Musik- und Veranstaltungspavillon und das Gebäude der Agnetapark-Einkaufsgenossenschaft, in dem ein Kolonialwarengeschäft und eine Bäckerei, später auch ein Bekleidungsgeschäft untergebracht waren. Schließlich wurden im Park ein Kinderspielplatz, eine Kegelbahn, eine Schießanlage und ein Bootsschuppen mit Ruderbootverleih angelegt. Auch das Vereinswesen wurde gefördert; es entstanden unter anderem eine Freiwillige Feuerwehr, ein Schützenverein, ein Kegelclub, ein Fahrradclub und eine Musikkapelle.
Den Mitarbeitern gefiel es jedoch nicht, in der Nähe ihres Arbeitgebers zu leben. Sie fühlten sich seiner direkten Kontrolle ausgesetzt. Es erzeugte Unwillen, täglich, auch in der Freizeit, in Tuchfühlung mit dem obersten Chef und dessen Familie zu geraten und kaum andere Gesichter zu sehen, als Arbeitskollegen und Vorgesetzte. Auch klagten die Beschäftigten weiterhin über die Entfernung zur Stadt und darüber, dass es keinerlei Verkehrsverbindungen gab. Auch die Miethöhen und die zu leistenden Rücklagen, die die meisten Arbeiter überforderten, riefen Kritik hervor.
Erst nach dem Tod der van Markens entwickelte sich der Park schrittweise zu einem begehrten Wohngebiet mit in den Niederlanden traditionell vergleichsweise selten zur Miete angebotenen Wohnhäusern. 1931 wurde die Villa Rust Roest, die lange leer gestanden hatte, in eine Haushaltsschule umgebaut, 1981 wurde das Gebäude abgerissen.
Seit 1989 steht der Agnetapark unter Denkmalschutz.

### Gesellschaftliches Engagement
Nachdem van Marken 1871 zum Sekretär der Vereeniging tot bevordering van het Volksonderwijs (Vereinigung zur Förderung der Volksbildung) berufen worden war, besuchte Agneta regelmäßig Delfter Armenschulen und engagierte sich in der Verbesserung der dortigen Verhältnisse.
Der Winter 1879/80 war in den Niederlanden streng und besonders lang. Dauerfrost bei Temperaturen bis −16° führten zu Not unter den Delfter Bürgern. Kurz entschlossen gründete Agneta Matthes die Vereeniging voor Armenzorg, die Bedürftige ungeachtet ihrer religiösen oder politischen Überzeugungen unterstützte, und veranlasste ihren Mann, eine Wintersnood-Commissie ins Leben zu rufen, die von ihm, seinem Schwager Arnold Kerdijk und seinem späteren Geschäftsführer Gerhardus Knuttel geleitet wurde.
1880 gründete das Ehepaar van Marken eine Krankenversicherung für Bäckergesellen. Diese Versicherung war zugleich ein erster Schritt in Richtung einer geregelten Altersversorgung. Eine Unfallversicherung für das eigene Personal wurde schließlich 1884 eingerichtet.

### Kritik
Van Marken galt als niederländischer „sozialer Unternehmer“ und Vorreiter seiner Zeit in der „sozialen Frage“. Im Ausland, insbesondere in Deutschland, überwiegend gefeiert, wurde er aber auch – zeitlebens insbesondere von seinen Landsleuten – als „radikal-liberaler Weltverbesserer“ kritisiert, der zwar „viel für seine Arbeiter getan“ habe, „sie selbst aber nur wenig tun und entscheiden lasse“. Diese Kritik betraf, wenn auch dem Zeitgeist entsprechend selten explizit erwähnt, ebenso Agneta Matthes und ihre Leistungen und Überzeugungen.
Als Nachruf veröffentlichte der Journalist Frank van der Goes 1906 in Het Volk, dem Organ der sozialdemokratischen Arbeiterbewegung des Landes, zwei kritische Artikel unter der Überschrift „Een levensleugen“ (eine Lebenslüge) und unterstellte van Marken Hintergedanken bei seinem zweifellos sozialen Engagement. Durch die Versorgung seiner Arbeiter habe er sich Loyalität erkaufen und soziale Kontrolle ausüben wollen, während die Mitarbeiter von ihm über Gebühr abhängig gewesen seien, beispielsweise kaum mehr den Arbeitsplatz wechseln konnten, wenn sie einmal ein Haus im Agnetapark bezogen hatten.
In seinem Buch Der Arbeiterschutz hatte sich der Nationalökonom und Autor Kuno Frankenstein 1896 sachlich-positiv geäußert:

„Eigenartig ist nun die Aufbringung und Verteilung der Kosten der ganzen Anlage, die durch die Bewohner der Kolonie selbst geschieht. Dies vollzieht sich weder in der Weise, daß einfach als Äquivalent für die gewährte Wohnung eine Miete gezahlt wird, noch in der, daß die einzelnen kleinen Häuschen von den Bewohnern durch längere Zeit fortgesetzte höhere Zahlungen zu Eigentum erworben werden. Das Ganze ist und bleibt vielmehr Eigentum der Gemeinschaft der Kolonie, jeder einzelne Bewohner erwirbt sich aber durch eine bestimmte Dauer seiner Zahlungen einen Anteil an dieser Gemeinschaft, den er später frei veräußern und vererben kann … Die Berechnungen sind dabei so gestellt worden, daß nach Verlauf von etwa dreißig Jahren die gesamten Kosten der ersten Anlage gedeckt sein werden, und daß dann der Park mit seinen sämtlichen Gebäuden im Eigentume der Gesellschaft nach Maßgabe der ausgegebenen und erworbenen Anteilscheine steht, oder mit anderen Worten, der gemeinsame Besitz der Bewohner des Parkes ist.“

Die tatsächliche Entwicklung verlief indes anders, als die Berechnungen versprachen und die Eheleute es erhofft hatten. Die monatlichen Zahlungen der Bewohner waren weitaus zu niedrig, um nach den geplanten dreißig Jahren zum kollektiven Eigentum des Parks führen zu können, und dennoch waren sie für viele interessierte Mitarbeiter noch zu hoch. Van Markens Motto Allen voor de fabriek, de fabriek voor allen („Alle für die Fabrik, die Fabrik für alle“), das er von dem zum Solidarprinzip gewordenen Wahlspruch der Drei Musketiere Einer für alle, alle für einen abgeleitet hatte, bedeutete für die meisten seiner Mitarbeiter sicherlich eine deutliche Verbesserung ihrer persönlichen Lebensumstände, doch sie fühlten sich zu stark unter Druck gesetzt.
Trotz dieser Enttäuschungen und zeitweiliger Leerstände wurde der Agnetapark zu einem wichtigen Vorbild für die Entwicklung genossenschaftlicher Bauvorhaben und von Gartenstädten für Arbeiter und Angestellte. Der Park gilt als der erste soziale Wohnungsbau, bei dem insbesondere auf hygienische Lebensbedingungen in einer grünen, lebenswerten Umgebung geachtet wurde.

## Letzte Jahre
Jacques van Marken litt ab den 1880er Jahren unter chronischen Nervenschmerzen, vermutlich einer Polyneuropathie, dessen Grunderkrankung nicht erkannt oder nicht überliefert ist und die ihn immer wieder zu beruflichen Pausen und zu regelmäßiger ärztlicher Behandlung und Kuren, meist in Frankreich, veranlasste. 1886 lag er mehrere Monate arbeitsunfähig in einer Kuranstalt in Frankreich, so dass Agneta ihren Mann vertreten musste und zur Entlastung François Gerard Waller als Geschäftsführer einstellte. Ab 1890 war es um die Gesundheit ihres Mannes besorgniserregend bestellt. Herkömmliche Therapien wirkten nicht mehr; ein französischer Arzt hatte ihm zu Morphium geraten, und bald verfiel er zusehends der Abhängigkeit. Nachdem Waller als Geschäftsführer eingearbeitet war, begleitete Agneta ihren Mann auf dessen oft mehrmonatigen Kuraufenthalten. 1905 legte van Marken auch offiziell fast alle Funktionen nieder, womit auch Agnetas berufliche Tätigkeiten ein weitgehendes Ende fanden.
Als van Marken am 8. Januar 1906 mit 60 Jahren starb, schrieb Agneta eine Biografie über das Leben ihres Mannes, die 215 Seiten umfasste und 1907 unter dem Titel Levensidealen. Herinneringen uit het leven van J.C. van Marken (Lebensideale. Erinnerungen an das Leben von J.C. van Marken.) erschien. Weiterhin stellte sie alle unter seinem Namen im Fabrieksbode zwischen 1882 und 1905 erschienenen Artikel zusammen, die 1908 unter dem Titel Uit het fabrieksleven. Delft 1869–1905 (Aus einem Fabriksleben. Delft 1869–1905) in drei Teilen erschienen.
Im April 1906 zog ihre Mutter zu ihr; auch eine Nichte, Elisabeth Kerdijk, wohnte rund zwei Jahre bei ihr in der Villa Rust Roest.
Agneta van Marken-Matthes starb am 5. Oktober 1909, einen Monat nach ihrer Mutter. Sie ist auf dem Friedhof Jaffa in Delft neben ihrem Mann begraben. Ihr Vermögen hatte sie testamentarisch dem Personal ihrer gemeinschaftlichen Betriebe und einer Ferienkolonie für Delfter Kinder vermacht.